# آثار روستای سید حسین
آثار روستای سید حسین مربوط به دوره ساسانیان است و در شهرستان کازرون، غرب نقوش برجسته تنگ چوگان واقع شده و این اثر در تاریخ ۲۲ فروردین ۱۳۵۶ با شمارهٔ ثبت ۱۳۶۶ به‌عنوان یکی از آثار ملی ایران به ثبت رسیده است.